# Нуман Али Хан
Нума́н Али́ Ха́н (англ. Nouman Ali Khan, урду نعمان علی خان‎; род. 4 мая 1978, Берлин, Германия) — пакистано-американский исламский проповедник, спикер и преподаватель арабского языка. Основатель и генеральный директор института арабского языка и коранических исследований «Bayyinah» после того, как работал преподавателем арабского языка в Муниципальном колледже Нассау и ведущий инструктор по ряду курсов.

## Биография

### Ранние годы
Родился 4 мая 1978 года в Берлине (Германия), в пакистанской семье и провел дошкольные годы в бывшем Восточном Берлине. Затем его отец работал в посольстве Пакистана в Эр-Рияде (Саудовская Аравия), где Нуман посещал школу при посольстве Пакистана со 2 по 8 классы. Когда он был подростком, его отец перевез семью в Нью-Йорк (США).

### Образование
Начал изучать арабский язык в Эр-Рияде и продолжил обучение в Пакистане, где в 1993 году получил стипендию попав в число 10-ти лучших студентов сдавших национальный экзамен по арабскому языку. Продолжил своё обучение в США в 1999 году, где работал профессором арабского языка в Нассау Комьюнити Колледж (США) и преподавал современный и классический арабский язык в течение 7 лет.
В 2006 году решил основать институт «Bayyinah», на базе которого созданы уникальные образовательные программы и медиабиблиотека Bayyinah TV.
Входит в список 500 самых влиятельных мусульман и обучил более 20 000 студентов по всему миру.

## Карьера
Работает совместно с другими призывающими США и других стран, среди которых муфтий Исмаил Менк, Юсуф Эстес, Закир Найк и другие.